# 下交汤帝庙
35°24′52″N 112°21′24″E / 35.4144°N 112.3568°E
下交汤帝庙位于中国山西省阳城县河北镇下交村北部，2006年被列为第六批全国重点文物保护单位。
据碑文及殿内铭文记载，下交汤帝庙的建成时间不晚于北宋政和六年（1116年），金大安三年（1211年）重修并扩建，明清均有修建。汤帝庙现存正殿、拜殿、舞楼，其中拜殿为金代建筑，余为明清所建。正殿面阔三间，进深六椽，单檐歇山顶。拜殿面阔三间，进深三间，单檐悬山顶。殿内另存有明代李瀚、杨继宗、王瑄及清代田从典、田嘉谷等人的碑刻二十余通。